# Alesani
Pour les articles homonymes, voir Alesani (homonymie).
Alesani (en corse : Alisgiani [aliˈʒaːni]) est une ancienne piève de Corse. Située dans l'est de l'île, elle relevait de la province d'Aléria sur le plan civil et du diocèse d'Aléria sur le plan religieux.

## Géographie
La piève d'Alesani se compose des communes de :
- Ortale
- Valle-d'Alesani
- Felce
- Tarrano
- Piobetta
- Pietricaggio
- Perelli
- Piazzali
- Novale

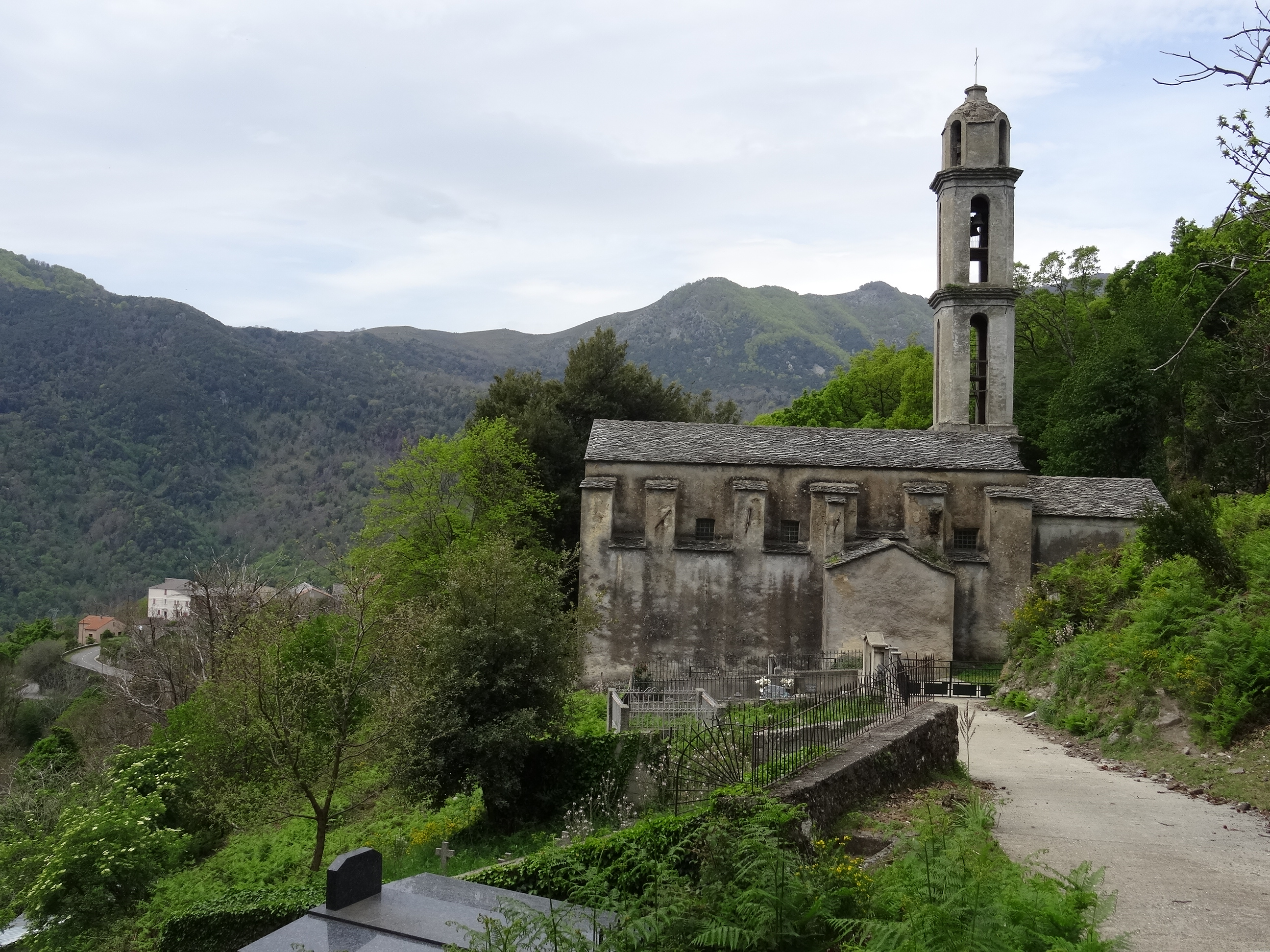
Valle-d'Alesani.
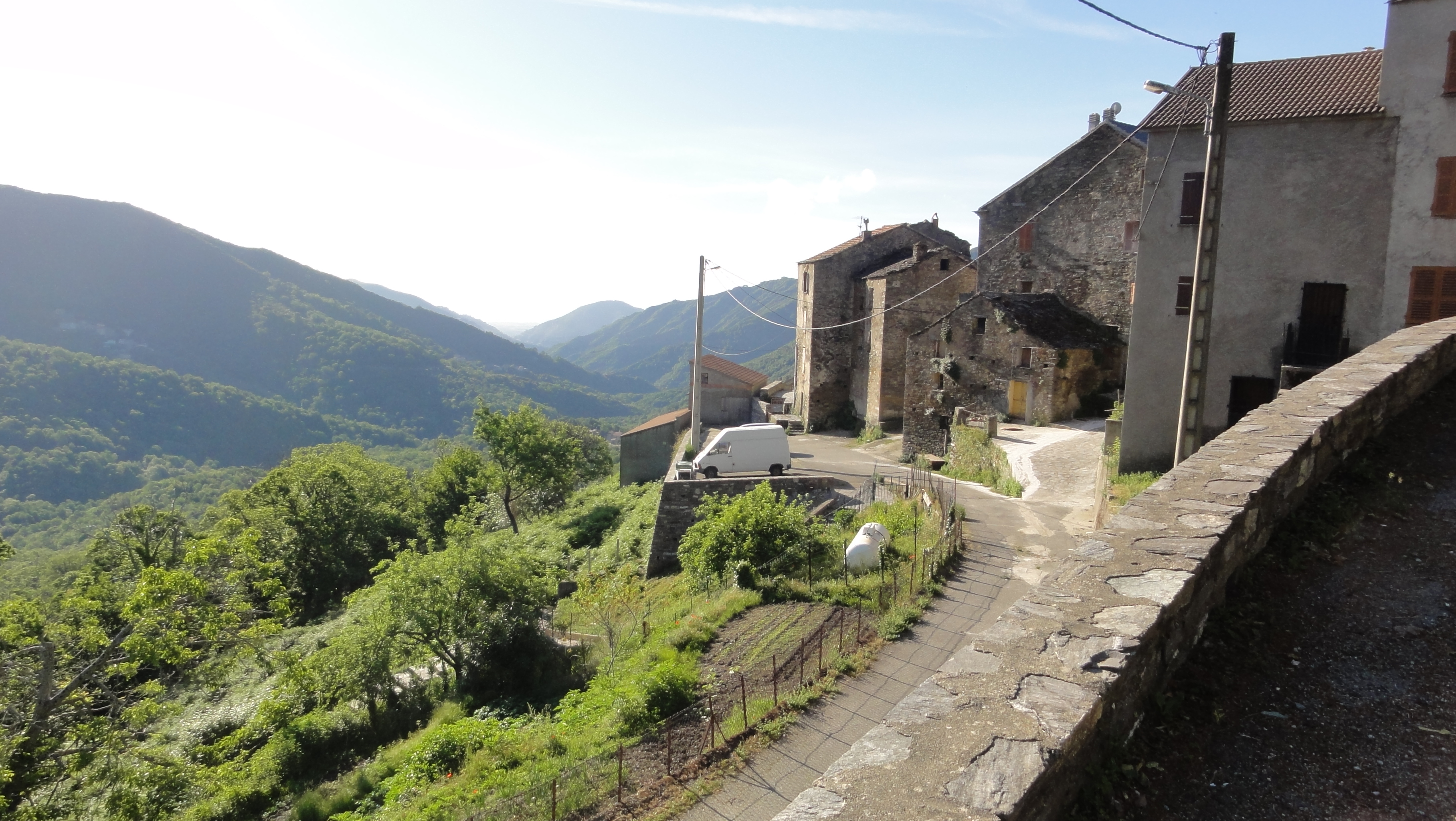
Perelli.
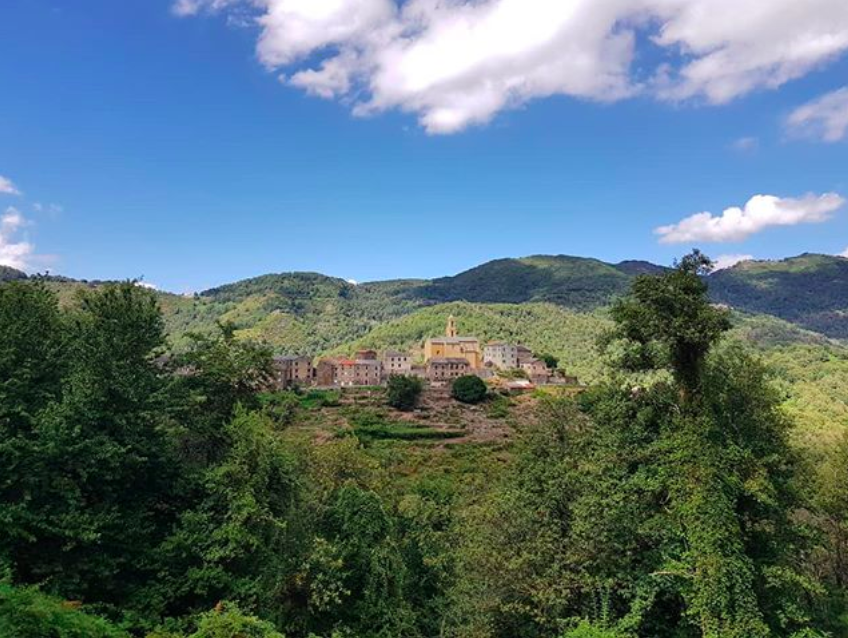
Pietricaggio.

Alesani avait pour pièves limitrophes :

## Histoire
Au XVIe siècle vers 1520, la piève d'Alesani avait pour lieux habités :
- Biduletto : Vituletto, hameau quasiment ruiné de Pietricaggio ;
- lo Petricagio : Pietricaggio ;
- li Perelli : Perelli ;
- la Novale : Novale ;
- l’Ortale : Ortale ;
- Castagneto : Castagneto, hameau central de Valle-d'Alesani ;
- Felce : Felce ;
- Tarrano : Tarrano.

Voici ce qu'écrit à celle époque l'évêque du Nebbio, Mgr Giustignani, enquêteur pontifical:
« C'est encore dans cette partie [de la côte intérieure, c'est-à-dire celle qui se trouve comprise entre le Tavignano, le Golo et la mer à l'est] que se trouve la piève d'Alesani, qui a un autre couvent de Mineurs et renferme dix-sept villages ; les plus connus sont ceux de Pietricaggio et de l'Ortale, à cause des familles de caporaux qui les habitent. Cette piève qui contient quatre cent quatre-vingt-seize feux est traversée par une rivière qui prend sa source dans les montagnes des Calvelle, situées dans la piève d'Alesani. Dans le pays on l'appelle rivière de Busso ; mais plus près de la mer, lorsqu'elle est entrée dans la piève de Campoloro, elle perd tout à fait son nom et s'appelle la rivière d'Alesani. Cette piève produit beaucoup de châtaignes, des céréales et du vin en assez grande quantité. Les habitants sont pour la plupart cultivateurs, aujourd'hui surtout, depuis que le pays a été, pendant les dernières guerres, brûlé et saccagé par les Génois, et qu'ils se trouvent ainsi réduits à la pauvreté. » 
C'est au couvent d'Alesani que Théodore de Neuhoff fut proclamé roi de Corse en 1736.

« Bulletin religieux » du diocèse d'Ajaccio a publié, dans son numéro du 27 avril 1941, l'article suivant sur l'antique couvent d'Alésani :
« Au mois d'août de l'année dernière s'est produit dans la Piève d'Alésani un événement qui a passé inaperçu an milieu des douloureuses préoccupations de ta guerre, mais qui mérite d'être relaté, car il a son importance.
Le P. Gabriel Poli, supérieur du couvent de Saint-Damien, à Sartène a, sur l'ordre du Provincial des Frères Mineurs, le R. P. Roch Maesfracci, procédé à la réouverture du couvent d'Alésani que l'Etat, qui s'en était emparé en 1905, a restitué à ses légitimes propriétaires, les religieux Franciscains.
Le P. Gabriel s'est installé au couvent, a prêché, a quêté et grâce à la générosité des populations du canton, il a pu remettre en état l'église, la sacristie, le cloître, le réfectoire, la cuisine et quatre chambres.
La réfection complète est donc en bonne voie ; dans quelques années le couvent historique sera, nous l'espérons, reconstitué et deviendra un centre religieux de premier ordre dans le doyenné de Valle d'Alésani, qui n'a qu'un prêtre M. le doyen Felce, pour desservir huit paroisses.
Pour le moment, le P. Gabriel assure le service de quatre paroisses qui sont situées chacune deux kilomètres du couvent, construit sur le territoire de la paroisse de Piazzali.
Nous avons dit que ce couvent est historique. On peut en juger par les quelques notes que nous donnons ci-après et qui sont tirées de l’historia serafica della Provincia osservante di Corsica, du Frère Pietro della Rocca di Rostino, publiée à Lucques en 1717 et d'un article que le R. P. François-Marie Paolini a fait paraître le 19 mai 1939, dans La nacelle de saint François.
Le Couvent d'Alésani, dédié à saint François, a été fondé par Jean Parenti de Florence, de l'ordre des Frères Mineurs, entre les années 1236, date de son arrivée en Corse, et 1250, date de sa mort au couvent de l'Ornano. Ce fut le quatrième couvent construit par ce Supérieur, qui avait fondé auparavant les couvents de Nonza, Biguglia et Venzolasca, et, plus tard, celui de l'Ornano, où il mourut.
Bâti deux kilomètres plus bas, sur la rive de la rivière Alésani, en retrait de son emplacement actuel, le couvent d’Alésani fut en 1354, le théâtres de sanglants évènements :
Les frères Polo et Arigo de Tallano, fils bâtards de Giudice della Rocca, avaient fondé, à Carbini, une section d'hérétiques appelés, on ne sait pourquoi, Giovannali, dont les théories religieuses et sociales se rapprochaient assez de celles des Albigeois.
Le Pape, qui demeurait alors à Avignon, les excommunia et envoya un légat pour essayer d'éteindre cette secte qu’il jugeait dangereuse. Une croisade fut organisée contre les rebelles qui furent pourchassés jusque dans le Sartenais et dans l’Alésani où ils se réfugièrent et se fortifièrent. Mais assaillis de tous côtés par les chrétiens restés fidèles au Pape, ils furent exterminés.
Au cours de cette croisade, le premier couvent d’Alésani fut détruit.
Selon Pietro della Rocca, les Giovannali martyrisèrent un frère nommé Vitale di Bonicardo, de Tarrano qui fut probablement inhumé dans l’église du couvent.
À l'intérieur de l'église, dans la chapelle latérale proche du maître-autel, du côté de l'épître, était exposée une image miraculeuse de la Très Sainte Vierge, qui était et qui est encore en grande vénération dans toute la région. Elle avait été, suivant la tradition, apportée du Levant.
On venait la vénérer de tous côtés et en tout temps, mais spécialement le ler août.
Tous les ans, à cette date, les foules innombrables se rendaient en pèlerinage au sanctuaire.
Après la construction du nouveau couvent la date du pèlerinage a été fixée au 8 septembre, fête de la Nativité de la Très Sainte Vierge. La Madone tient dans ses bras l'Enfant-Jésus, qui porte à ses lèvres un fruit qui semble une cerise. Elle est couronnée, ainsi que l'Enfant-Jésus, et autour de sa tête on lit ces mots : « Ave, gratia plena ».
Le tableau a été classé le 19 juillet 1929, parmi les œuvres historiques sous le nom de La Vierge à la cerise par le directeur général des Beaux-Arts, M. Paul Léon.
La tourmente des Giovannali passée, les religieux Franciscains résolurent de reconstruire leur couvent et, aidés par les populations, ils menèrent l’œuvre à bonne fin. Cette fois le courent fut bâti sur une éminence qui domine les villages environnants et a vue sur la mer. Le site est ravissant, comme le sont, d'ailleurs, tous les emplacements des anciens couvent franciscains.
En 1425, Antoine de Stronconio et Thomas de Florence y vécurent et y prêchèrent.
Au milieu du XVe siècle, on y note aussi la présence des bienheureux Léon de Pietrabugno et Louis d'Alésani. Vers 1523, celle du bienheureux Étienne de Renoso. En 1580, Alexandre Sauli, évêque d'Aleria, est venu vénérer la Madone d'Alésani.
Mais le fait le plus saillant et qui intègre ce couvent dans notre histoire nationale s'est passé le 15 avril 1736. Ce fut sur sa vaste place que l'aventurier allemand! Théodore de Neuhoff fut proclamé roi de Corse par l'assemblée générale des représentants insulaires et couronné sous le nom de Théodore I". Et la Constitution consentie par lui et publiée à l'église devant l'image miraculeuse de la Très Sainte Vierge commençait par ces mots qui rappellent le patronage de l'Immaculée Conception, reconnu par la Constitution que la Consulte de Corte avait voté le 8 janvier 1635  « Au nom de la Très Sainte Trinité., le Père, le Fils et le Saint-Esprit et de L’Immaculée Vierge Marie ».
Pascal Paoli et son frère Clément ont visité à différentes reprises le couvent d'Alésani, qui subit pendant la révolution française le sort de tant d'autres maisons religieuses ; mais il fut rouvert en 1865, par le R. P.Maestripieri de Pistoia en Toscane, Visiteur Général.
Les disciples de Saint François reprirent leurs missions et s'appliquèrent, comme leurs ainés, à étendre le règne du Christ par la parole et l'exemple, jusqu'à ce que la loi de 1901 les dépossédât une seconde fois.
Et voici que le couvent, six fois séculaire, ressuscite de nouveau. À la voix du Père Gabriel, la beauté resplendit sur les ruines; le poème de pierre s'édifie dans l'ordre et l'harmonie, pour chanter la gloire de Dieu et le triomphe de la pauvreté franciscaine; la prière et les chants résonnent sous les voûtes, depuis plus de trente ans silencieuses.
Le 8 septembre 1940, les peuples sont accourus, comme dans les siècles passés, implorer La Vierge à la Cerise. Puisse-t-elle répandre sur l'AIesani et sur toute la Corse des grâces de salut et de paix! Et puisse Cantique couvent, remis à neuf, se remplir de saints religieux qui fassent refleurir dans notre Ile, pendant de longs siècles, les vertus du sublime Amant de la Croix, que fut François d'Assise!...
La piève d'Alesani devient en 1790 le canton d'Alesani, qui prend en 1828 le nom de canton de Valle-d'Alesani.

### La piève religieuse
L'église piévane, ou piève d'Alesani était l'église San Quilico, située sur la commune de Pietricaggio.
C'est aujourd'hui une église ruinée, située à 15 minutes de marche du village de Pietricaggio. Geneviève Moracchini-Mazel a daté les maçonneries de cette église du début du XIe siècle.

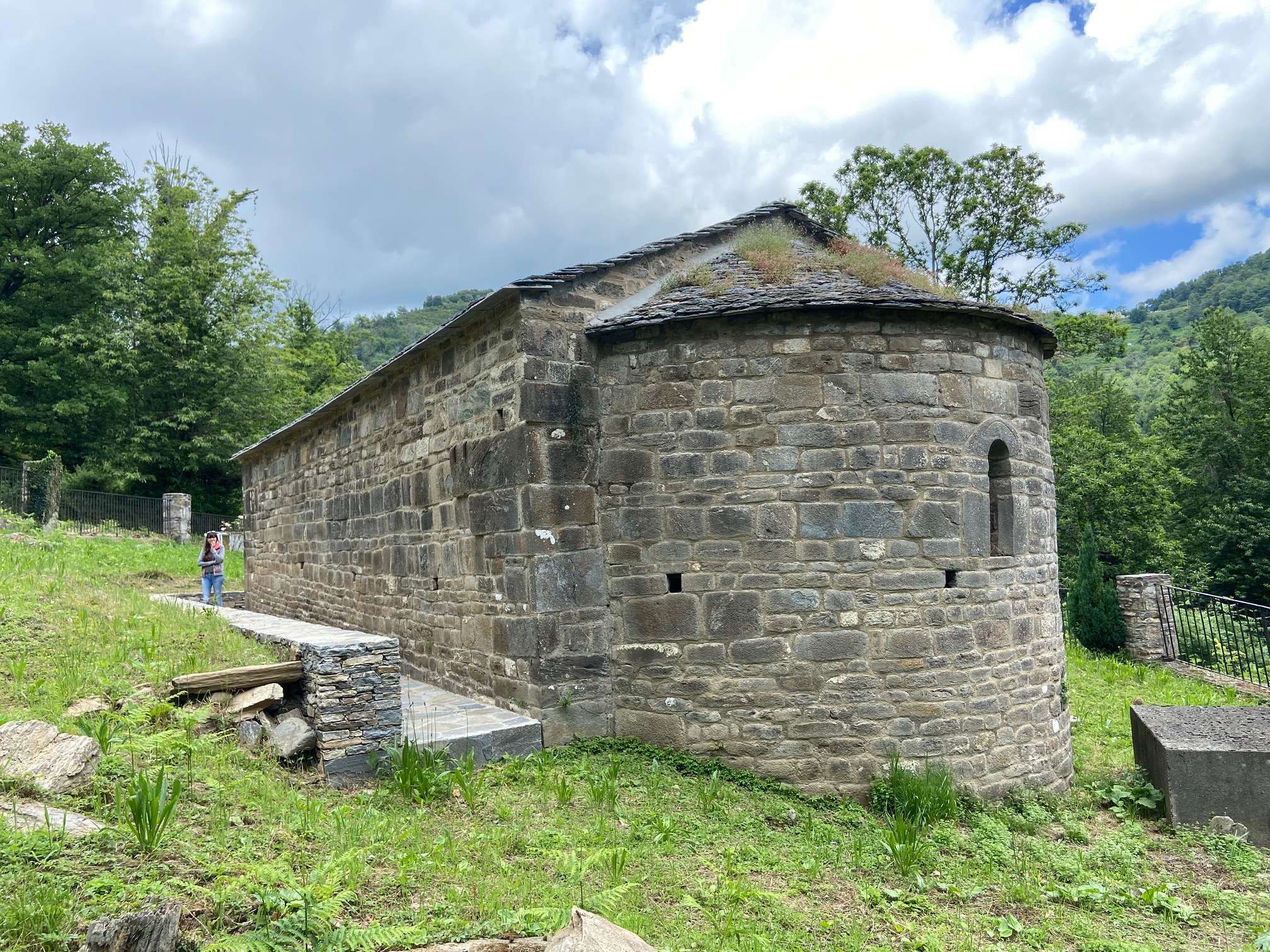
San Quilico (en corse San Chirgu) à Petricaghju